# Autrey (Vosgi)
Autrey è un comune francese di 310 abitanti situato nel dipartimento dei Vosgi nella regione del Grand Est.

## Società

### Evoluzione demografica
Abitanti censiti